# Hema (langue)
Pour les articles homonymes, voir Hema.
Le hema est une langue bantoue parlée par les Hema dans les territoires de Djugu et Irumu dans la province de l’Ituri en république démocratique du Congo.